# Escacs ràpids
Els escacs ràpids, també anomenats escacs blitz, escacs llampec o escacs bala, són una modalitat dels escacs que consisteix a disposar de molt poc temps per fer cadascuna de les jugades, si ho comparem amb el temps estàndard que els jugadors tenen en els torneigs convencionals, que varia entre 60 i 180 minuts per jugador.

## Introducció
Hi ha diferents subtipus d'escacs ràpids, en funció de la durada màxima de la partida, amb noms diversos que es presten a confusió a causa de l'ús diferent que se'n fa segons la zona i també al fet que les denominacions no coincideixen en anglès i en català. Els tipus més comuns són els següents:
- Partides semiràpides (en anglès: Rapid o Quick), són partides en què cada jugador disposa de 10 a 60 minuts, sovint amb un petit increment per moviment (per exemple, 10 segons).[1]
- Partides ràpides (en anglès: Blitz): són partides en què cada jugador disposa de 3 a 5 minuts per a tota la partida. Normalment es juguen a mort súbita (és a dir, sense increment), tot i que també es poden jugar amb un petit increment. Molt recentment, gràcies a l'existència dels rellotges digitals, s'han posat de moda les partides de 3 minuts per jugador, amb 2 segons d'increment per moviment.[1]
- Partides bala (en anglès: Bullet): Amb 2 o 3 minuts per banda. El més comú és jugar-les a 2 minuts, amb un segon d'increment o bé a un minut amb dos segons d'increment.
- Partides llampec (en anglès: Lightning): és un terme usat de vegades per a les partides bala o per a les ràpides, i, més en general, designa els escacs jugats a ritme extremadament ràpid. S'usa habitualment també per designar les partides a un minut.
- Armageddon: és una partida individual en la qual el resultat es decantarà indefectiblement cap a un dels jugadors, ja que per a les negres aconseguir taules equival a guanyar i, per compensar-ho, les blanques tenen més temps en el rellotge. Normalment són 6 minuts per a les blanques i 5 per a les negres, o 5 per a les blanques i 4 per a les negres. Aquest sistema es fa servir normalment com a desempat en torneigs.

Abans de l'arribada dels rellotges digitals, el temps estàndard per als escacs ràpids era de 5 minuts per jugador.
El 1988 Walter Browne va fundar la World Blitz Chess Association (Associació Mundial d'Escacs Ràpids), i el 2003 la seva revista, Blitz Chess.
En alguns torneigs d'escacs, hom pot resoldre la classificació final amb una sèrie de partides amb controls de temps reduïts, jugant parelles de partides amb cada control de temps. Precisament, el control de temps en escacs ràpids redueix la quantitat de temps disponible per a pensar cada moviment, i pot derivar en una partida molt excitant, especialment quan el temps s'acaba. El jugador a qui s'acaba el temps, perd de forma automàtica, llevat que el rival tingui material insuficient per a fer el mat, cas en el qual la partida es considera taules. "Perdre per temps" sempre és possible, també en les partides amb el llarg control de temps tradicional, però és molt més comú en escacs ràpids.
Les partides es regeixen per les Lleis de la FIDE, llevat dels casos en què els torneigs en fixin d'altres d'específiques. Una regla usada normalment en partides ràpides és la que diu que si un jugador fa un moviment il·legal, el rival pot reclamar la victòria per aquest motiu. Per exemple, si un jugador deixa el rei en escac, el rival pot reclamar la victòria. Aquesta regla, que pot ser deixada de banda en partides amistoses, fa que en cas de disputa en un torneig, els jugadors hagin d'aturar el rellotge i cridar l'àrbitre perquè decideixi.
El Chess boxing fa servir els escacs ràpids pel component escaquístic d'aquest esport.
Els escacs bala són encara més ràpids que els escacs blitz. Molts cops, els escacs bala es juguen tan ràpid que la capacitat de joc dels jugadors passa a ser secundària, per darrere de la rapidesa a fer les jugades, tot i que en els servidors d'escacs on es juga a les dues modalitats, els ràtings d'un jugador concret en ambdues modalitats tendeixen a ser similars, cosa que indicaria que la capacitat escaquística sí que hi influeix.

## Campions del món de semiràpides
| #  | Nom                   | Any  | País           |
| -- | --------------------- | ---- | -------------- |
| 1  | Anatoli Kàrpov        | 1988 | Unió Soviètica |
| 2  | Garri Kaspàrov        | 2001 | Rússia         |
| 3  | Viswanathan Anand     | 2003 | India          |
| 4  | Serguei Kariakin      | 2012 | Rússia         |
| 5  | Xakhriar Mamediàrov   | 2013 | Azerbaijan     |
| 6  | Magnus Carlsen        | 2014 | Noruega        |
| 7  | Magnus Carlsen        | 2015 | Noruega        |
| 8  | Vassil Ivantxuk       | 2016 | Ucraïna        |
| 9  | Viswanathan Anand     | 2017 | Índia          |
| 10 | Daniil Dubov          | 2018 | Rússia         |
| 11 | Magnus Carlsen        | 2019 | Noruega        |
| 12 | Nodirbek Abdusattorov | 2021 | Uzbekistan     |

| # | Nom                 | Any  | País            |
| - | ------------------- | ---- | --------------- |
| 1 | Susan Polgar        | 1992 | Hongria         |
| 2 | Antoaneta Stéfanova | 2012 | Bulgària        |
| 3 | Katerina Lahnó      | 2014 | Ucraïna         |
| 4 | Anna Muzitxuk       | 2016 | Ucraïna         |
| 5 | Ju Wenjun           | 2017 | R.P. de la Xina |
| 6 | Ju Wenjun           | 2018 | R.P. de la Xina |
| 7 | Humpy Koneru        | 2019 | Índia           |
| 8 | Alexandra Kosteniuk | 2021 | Rússia          |

## Campions del món de ràpides
| #  | Nom                  | Any  | País           |
| -- | -------------------- | ---- | -------------- |
| 1  | Robert James Fischer | 1970 | Estats Units   |
| 2  | Mikhail Tal          | 1988 | Unió Soviètica |
| 3  | Aleksandr Grisxuk    | 2006 | Rússia         |
| 4  | Vassil Ivantxuk      | 2007 | Ucraïna        |
| 5  | Leinier Domínguez    | 2008 | Cuba           |
| 6  | Magnus Carlsen       | 2009 | Noruega        |
| 7  | Levon Aronian        | 2010 | Armènia        |
| 8  | Aleksandr Grisxuk    | 2012 | Rússia         |
| 9  | Lê Quang Liêm        | 2013 | Vietnam        |
| 10 | Magnus Carlsen       | 2014 | Noruega        |
| 11 | Aleksandr Grisxuk    | 2015 | Rússia         |
| 12 | Serguei Kariakin     | 2016 | Rússia         |
| 13 | Magnus Carlsen       | 2017 | Noruega        |
| 14 | Magnus Carlsen       | 2018 | Noruega        |
| 15 | Magnus Carlsen       | 2019 | Noruega        |

| # | Nom              | Any  | País      |
| - | ---------------- | ---- | --------- |
| 1 | Susan Polgar     | 1992 | Hongria   |
| 2 | Katerina Lahnó   | 2010 | Ucraïna   |
| 3 | Valentina Gúnina | 2012 | Rússia    |
| 4 | Anna Muzitxuk    | 2014 | Eslovènia |
| 5 | Anna Muzitxuk    | 2016 | Ucraïna   |
| 6 | Nana Dzagnidze   | 2017 | Geòrgia   |
| 7 | Katerina Lahnó   | 2018 | Rússia    |
| 8 | Katerina Lahnó   | 2019 | Rússia    |